# 龙胜小头蛇
龙胜小头蛇（学名：Oligodon lungshenensis）为游蛇科小头蛇属的爬行动物，是中国的特有物种。分布于贵州、广西等地，一般生活于高山森林中。该物种的模式产地在广西龙胜。其种加词“lungshenensis”意为“广西龙胜的”。

## 保护
本种于2023年被收录入《有重要生态、科学、社会价值的陆生野生动物名录》。